# Алгебраїчна семантика
Алгебраїчна семантика (англ. algebraic semantics) - це форма аксіоматичної семантики на основі законів алгебри, що використовується для формального опису та аналізу семантики програм.